# Электротехника (журнал)
Журнал Электротехника — один из старейших российских научно-технических журналов в области электротехники и энергетики, отметивший в 2020 году свое 90-летие. Журнал переводится на английский язык в полном объёме и выходит в США в издательстве «Pleades Publishing, Ltd.». Журнал индексируется в базе библиографических данных Scopus.

## История

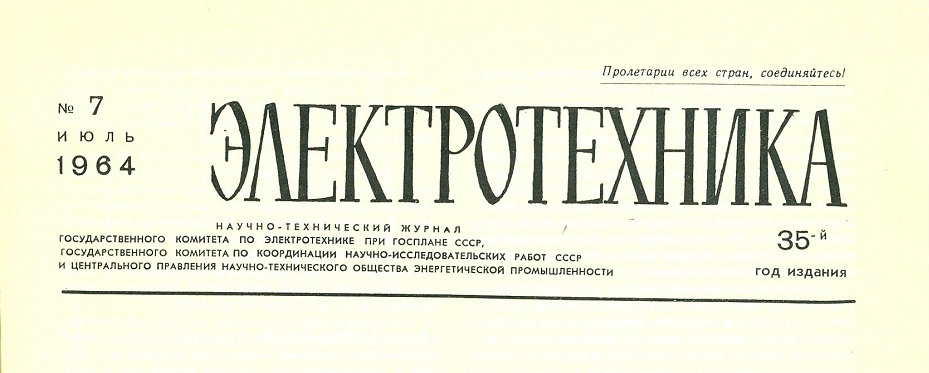
Заголовок первого листа № 7 1964

Журнал издается был основан в 1930 года. Сначала носил название «Вестник электропромышленности», но в сентябре 1963 года получил название «Электротехника». Первым ответственным редактором был назначен П. И. Воеводин.
В журнале систематически выступали руководители электротехнической отрасли — министры, заместители министра, руководители производственных предприятий и научных организаций. Фактически журнал был печатным органом электротехнической отрасли.
Главными редакторами журнала в разное время были: П. И. Воеводин, А. Г. Иосифьян, Г. Н. Петров, Ю. А. Никитин, Н. А. Оболенский, В. Д. Кочетков, Ю. К. Розанов. В работе журнала в качестве членов редколлегии, авторов и рецензентов принимали участие известные в стране и мире учёные: К. А. Круг, К. И. Шенфер, В. С. Кулебакин, М. П. Костенко, М. А. Шателен, И. А. Глебов, Т. Г. Сорокер, И. П. Копылов и многие другие.
В журнале ежегодно публикуется 140—150 статей. Авторская география журнала охватывает практически всю страну, многие республики бывшего СССР, а также дальнее зарубежье; среди авторов — представители многих университетов и научно-производственных учреждений.
В течение многих лет издается английская версия журнала — «Russian Electrical Engineering», которая индексируется в международной базе данных Scopus. В соответствии с решением Высшей аттестационной комиссии Министерства образования и науки Российской Федерации журнал включен в Перечень ведущих научных изданий, в которых должны быть опубликованы основные результаты диссертаций на соискание ученых степеней доктора и кандидата наук. Полная версия журнала размещается на сайте Российской универсальной научной библиотеки и индексируется в РИНЦ.
Много лет издателем журнала было издательство «Энергия» («Энергоиздат», «Энергоатомиздат»); последние четверть века журнал издаёт АО «Фирма “Знак”». Журнал был в передовой группе изданий, освоивших современные компьютерные издательские технологии, позволившие существенно оптимизировать процесс издания журнала.
Издаётся до настоящего времени.

## Тематика
Сфера научных интересов журнала:
- теоретическая электротехника,
- электромеханика,
- электроэнергетика,
- силовая электроника,
- электропривод,
- трансформаторо- и аппаратостроение,
- электротехнологии,
- электротранспорт,
- кабельная техника,
- электромагнитные и электрические материалы,
- оборудование для электростанций,
- исследование режимов работы электрических систем,
- техника и электрофизика высоких напряжений.

На страницах журнала публикуются статьи о разработках и промышленных испытаниях в области энергетики и о создании новых видов трансформаторного и реакторного оборудования, электрических машин, электроприводов, новости электротехнических и электроэнергетических компаний.
Отведено место для публикации исторических материалов, посвященных юбилейным датам крупных событий в электротехнике, выдающимся российским и зарубежным ученым, инженерам и предпринимателям, внесшим весомый вклад в мировую и отечественную электротехнику.
Публикуются дискуссионные работы.
Журнал выходит ежемесячно в объёме 64 стр. Статьи авторов проходят литературную и редакторскую обработку.

## Редколлегия
Главный редактор — Захаров Алексей Вадимович, первый заместитель главного редактора — Иньков Юрий Моисеевич, заместитель главного редактора — Слуцкин Леонид Самуилович.
Редколлегия состоит из секций:
- Секция электромеханики Беспалов В. Я.(председатель секции), Захаренко А. Б., Захаров А. В., Котеленец Н. Ф., Красовский А. Б., Метельков В. П., Сентюрихин Н. И., Шакирзянов Ф. Н.
- Секция силовой электроники Дмитриев Б. Ф., Лазарев Г. Б., Харитонов С. А., Чаплыгин Е. Е.
- Секция электропривода Дацковский Л. Х.(председатель секции), Анучин А. С., Козярук А. Е., Москаленко В. В.
- Секция электроэнергетики, электрооборудования и электрических аппаратов Ковалев В. Д.(председатель секции), Ведешенков Н. А., Волошин А. А., Годжелло А. Г., Гусев Ю. П., Клименко Б. В., Любарский Д. Р., Панибратец А. Н., Райнин В. Е., Тягунов М. Г., Хренов С. И., Шестопалова Т. А.
- Секция электротехнологии Щербаков А. В.
- Секция электротранспорта Иньков Ю. М.(председатель секции), Литовченко В. В., Слепцов М. А.
- Секция электромагнитных и электротехнических материалов Боев М. А.(председатель секции), Зайцев Ю. В., Курбатов П. А.